# Ташкент (лідер ескадрених міноносців)
«Ташкент» (рос. Ташкент) — військовий корабель, лідер ескадрених міноносців військово-морського флоту СРСР часів Другої світової війни.
Лідер ескадрених міноносців «Ташкент» закладений 11 січня 1937 року на верфі італійської компанії Cantiere navale fratelli Orlando у Ліворно. 28 грудня 1938 року він був спущений на воду, а 22 жовтня 1939 року увійшов до складу Робітничо-Селянського Червоного Флоту. Есмінець брав участь у бойових діях на Чорному морі в Другій світовій війні.

## Дизайн і конструкція
«Ташкент» належав до лідерів есмінців однойменного типу (офіційно відомий як «Проєкт 20»), що замовлявся для радянського флоту в Італії напередодні Другої світової війни. Троє інших були замовлені вже для будівництва на корабельнях у Радянському Союзі, але їх скасували ще до того, як їх заклали, оскільки їх було важко будувати за існуючою технологією на радянських верфях. Ім'я «Ташкент» лідер успадкував від корабля Волзької військової флотилії (колишнього річкового буксирного пароплава № 7) часів Громадянської війни, який загинув у бою 5 вересня 1918 року.
Корпус «Ташкента» мав загальну довжину — 139,8 м, довжину між перпендикулярами — 133,3 м, бімс — 13,7 м та осадку до 3,7 м. Загальне компонування корабля поділялося на 15 водонепроникних відсіків, а обшивка скріплялася шляхом заклепування. Водотоннажність бойового корабля становила: стандартна — 2836 та повна — 4175 довгих тонн відповідно.
Головна енергетична установка складалася з двох турбозубчастих агрегатів «Парсонс» і чотирьох котлів «Ярроу». Розміщення ГЕУ — ешелонне, з чергуванням котелень і турбінних відділень. Під носовою надбудовою розташовувалися дві котельні, далі до корми — машинне відділення з турбіною, що приводило в рух правий гребний гвинт, потім ще дві котельні і машинне відділення під лівий гвинт.
Проєктна потужність корабля становила 100 000 к. с., що мало забезпечити максимальну швидкість ходу (за повного навантаження) в 42,5 вузла (78,7 км/год). Однак на ходових випробуваннях у 1938 році лідер досяг швидкості 43,5 вузла (80,6 км/год), хоча не весь комплект озброєння був встановлений, а після повного завершення оснащення «Ташкент» рушив зі швидкістю 42,7 вузла. Запас палива ємністю 1178 тонн мазуту зберігався у паливних танках, що забезпечувало дальність ходу 5030 миль (9320 км) 20-вузловим ходом (37 км/год) або 2800 миль (5185 км) 25-вузловим ходом. Екіпаж корабля становив 250 офіцерів та матросів.

## Озброєння
Корабельна артилерія головного калібру (ГК) есмінця «Ташкент»: шість 130-мм корабельних гармат Б-2ЛМ у подвійних баштах типу Б-31. Однак після завершення будівництва до моменту прибуття корабля з Італії для інсталяції озброєння в Миколаїв виробництво Б-2ЛМ ще тільки відбувалося, внаслідок цього в якості тимчасового озброєння на «Ташкент» були змонтовані одногарматні 130-мм установки Б-13, якими озброювалися лідери проєкту 1, а також есмінці проєктів 7 і 7-У. Лише незадовго до початку війни на лідер все ж були встановлені башти з гарматами Б-2ЛМ.
Башти головного калібру розміщувалися по центральній осі корабля: перша башта розташовувалася на носовій палубі, друга — в суперпозиції на першому рівні носової надбудови, кормова башта — на головній палубі.
Зенітне озброєння лідера есмінців включало шість 45-мм напівавтоматичних універсальних гармат 21-К, розташованих на містку навколо другої димової труби. Додатково стояли шість 12,7-мм великокаліберних кулеметів ДШК: два — у кормовій частині головної палуби за третім торпедним апаратом, два — на крилах ходового містка, і ще два — на борту поруч з носовою надбудовою. У вересні 1941 року зенітне озброєння лідера було посилене 76-мм двогарматною установкою 34-К, зняту з недобудованого есмінця проєкту 30-К — «Огневий».
Торпедне озброєння складалося з трьох тритрубних 533-мм торпедних апаратів 39-Ю — один в проміжку між трубами, а два інших в просторі за кормової баштою. Боєзапас — 18 одиниць парогазових торпед 53-38, що мали максимальну дальність дії 10 000 м на 30,5 вузла. Мінне озброєння включало до 110 мін загородження зразка 1931 року.
Протичовнове озброєння есмінця складалося з двох кормових важільних бомбоскидачів для 20 малих глибинних бомб М-1 і для чотирьох великих Б-1. Як засіб протимінної боротьби на кораблі був комплект параванів і два 90-см прожектори.
Система управління вогнем складалася з командно-далекомірного поста (директора) Officine Galileo італійського виробництва, що мав прилади керування стрільбою артилерійських систем і торпедних апаратів та центральний автомат стрільби. Для кормової башти використовувався допоміжний далекомір з базою 3 м, а для управління вогнем зенітної артилерії були встановлені два далекоміри ДМ-1,5 з оптичною базою 1,5 м.

## Історія служби
Після початку німецько-радянської війни «Ташкент» взяв активну участь в бойових діях на Чорному морі, в ході оборони Одеси і Севастополя.
19 серпня «Ташкент» в перший і останній раз за свою бойову службу був використаний в ролі лідера дивізіону есмінців і вийшов на бойове патрулювання західної частини Чорного моря, де була визначено завдання шукати і знищувати військові кораблі і транспортні судна противника. Разом з есмінцями «Бодрий», «Беспощадний» і «Бдительний» лідер протягом чотирьох днів діяв у північно-західній частині Чорного моря, але не виявив жодного корабля і 22 серпня отримав завдання надати артилерійську підтримку частинам, що обороняли Одесу.
29 серпня 1941 «Ташкент» у складі ескортної групи кораблів, що включала крім лідера, крейсер «Червона Україна» та есмінці «Шаумян», «Фрунзе» і «Смишлений», а також ряд дрібніших судів, забезпечував супровід переходу транспорту «Абхазія» і танкера «Москва» до Одеси. Після прибуття бойові кораблі залишилися на зовнішньому рейді міста і почали артилерійський обстріл військ противника в районі сіл Іллінка, Чабанка, Нова Дофінівка і Гільдендорф.

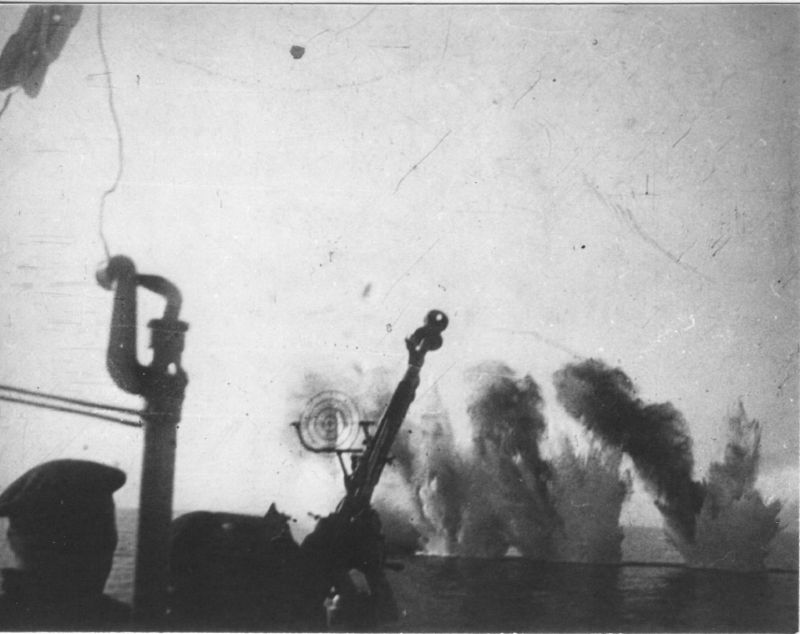
Обслуга зенітного кулемета ДШК лідера «Ташкент» веде вогонь по літаках Люфтваффе. 27 червня 1942 року

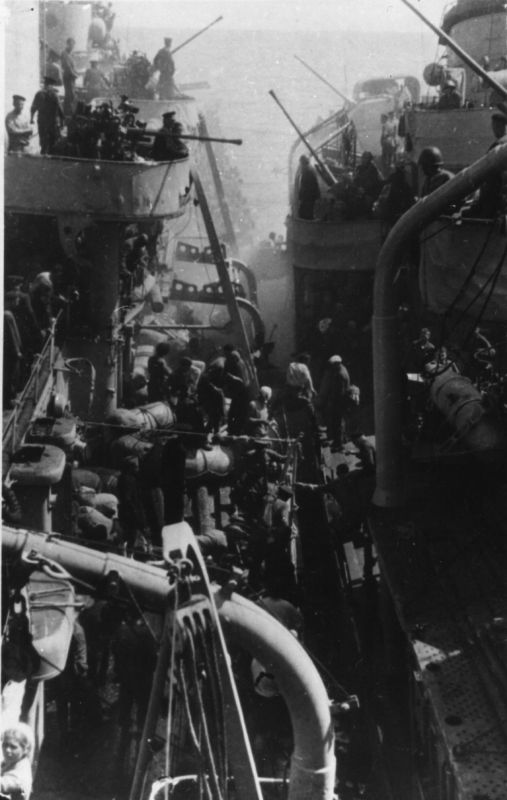
Евакуація з пошкодженого лідера «Ташкент» на есмінець «Сообразительний»

30 серпня корабель з крейсером «Червона Україна», есмінцем «Дзержинський», а також канонерськими човнами «Червона Грузія» і «Червона Вірменія» обстрілював батарею 152-мм гармат східніше Нової Дофінівки. Під час проведення цієї місії корабель піддався повітряному удару противника, внаслідок чого лідер зазнав певних пошкоджень, два матроси загинули, а один зник безвісти.
25—28 листопада 1941 року «Ташкент» разом з есмінцями «Смишлений» і «Способний» успішно виконав завдання з конвоювання від Батумі до Босфору криголама «Анастас Мікоян», танкерів «Туапсе», «Сахалін» і «Варлаам Аванесов», що проривалися з Чорного моря на Далекий Схід через Босфор та Дарданелли.
22—24 грудня лідер надавав вогневу підтримку діям Приморської армії в районі Мекензієвих гір, Чоргуна і села Шедлі. 27 і 29 грудня есмінець здійснив два походи з Поті до Севастополя.
З нового 1942 року лідер «Ташкент» діяв у взаємодії з крейсером «Молотов», есмінцем «Безупречний», надаючи артилерійську підтримку гарнізону Севастополя та ведучи вогонь по аеродрому Бельбек і прилеглим об'єктів. Наприкінці січня разом з лідером «Харків» протягом двох днів вів обстріл з міської бухти по німецьких позиціях навколо міста.
У ніч 26 лютого спільно з есмінцями «Бдительний» і «Бойкий» здійснив нічний вогневий наліт у районі Феодосії. Наступного дня наліт був повторений — цього разу до есмінців приєднався лінкор «Паризька комуна». 28 лютого аналогічний наліт був проведений біля Старого Криму і Отуза. Протягом березня лідер продовжував здійснювати артилерійську підтримку наземних сил, що висадилися в Криму під час проведення Керченсько-Феодосійської десантної операції.
29 березня лідер спільно з есмінцями «Незаможник» і «Шаумян» здійснив супровід до севастопольського порту транспорту «Сванетія» з 685 т вантажу і поповненням.
26 червня 1942 року лідер провів чергову доставку поповнення — 142-гу стрілецьку бригаду, боєприпаси, пальне до обложеного Севастополь і розпочав евакуацію поранених.
У ніч проти 27 червня 1942 року лідер «Ташкент» вирушив до Новоросійська, маючи на борту понад 2100 поранених, а також частину панорами «Оборона Севастополя 1854—1855 років». У ранкові години корабель піддався нападу численних бомбардувальників німецької авіації, які не змогли прямо уразити есмінець. Ударні хвилі та осколки від численних вибухів поруч з корпусом, однак кілька разів пошкодили корпус, пошкодили його стерно, затопили передню котельню і призвели до того, що корабель узяв на борт близько 1000 метричних тонн води. Загинули 3 члени екіпажу та 56 його пасажирів, 10 матросів та 5 пасажирів були поранені. За твердженням зенітників лідера щонайменше двох бомбардувальників були збиті.
Назустріч пошкодженому «Ташкенту» з Новоросійська вийшла флотилія кораблів, для надання допомоги. Есмінець «Сообразительний» забрав 1975 пасажирів, тоді як есмінець «Бдительний» відтягнув пошкоджений корабель до Новоросійська. Допомогу надали також рятувальний корабель «Юпітер», буксир «Чорномор» та близько 30 малих суден.
2 липня на Новоросійськ здійснили авіаційний наліт бомбардувальники Ju 88A I./KG76 та I./KG 100 авіагрупи бомбардувальних ескадр нацистів. У наслідок потужного удару «Ташкент» і «Бдительний» були уражені авіаційними бомбами, в результаті чого затонули. З 344 осіб екіпажу, які перебували на борту, 76 загинули і 77 були поранені. Пізніше частину корабельного озброєння було знято з потопленого «Ташкента» та змонтовано на есмінець «Огневий», а останню башту, що підняли з корабля, відправили в Молотовськ для установки на есмінець «Осмотрительний».
30 серпня 1944 року, після довготривалої підготовки, був проведений підйом лідера «Ташкент». Проте відновлення есмінця через тяжкості отриманих ушкоджень було визнано недоцільним, і після буксирування в Миколаїв лідер був розібраний на метал.